# オルタナティブ・テンタクルズ・レコード
オルタナティブ・テンタクルズ・レコード（Alternative Tentacles　Records)は、アメリカ合衆国のレコード・レーベル。パンク・バンド、デッド・ケネディーズのジェロ・ビアフラが設立した。
パンクを中心に作品を発表しているが、一部ラップ作品も手がけている。

## 所属アーティスト

### 現在所属
- Alice Donut
- Ani Kyd
- ArnoCorps
- Citizen Fish
- Cross Stitched Eyes
- Dash Rip Rock
- Drunk Injuns
- ジェロ・ビアフラ
- Jello Biafra and the Guantanamo School of Medicine

### 過去に所属
- D.O.A
- T.S.O.L